# 2020 CW
2020 CWとは、2020年2月1日に1秒あたりの飛行距離が13.2マイル (21.2 km)で地球から9,730マイル (15,660 km)の距離で接近した地球近傍天体（NEO）に分類されている小惑星である。大きさは家庭用電化製品と同程度のサイズであり、地球の赤道上22,300マイル (35,900 km)に位置する静止軌道の内側まで接近した。当時は2020年で地球に最も近い距離まで接近した小惑星であった。その後、2020 JJが2020年5月4日にさらに近い距離まで接近した。
2020 CWは、2020年2月1日にアリゾナ州ツーソンの北東に位置するサンタカタリナのレモン山サーベイが発見した。2029年2月5日に11,830マイル (19,040 km)以上の距離で月よりも近い距離で接近すると予測されている。